# Varikó
Varikó är en ort i Grekland.   Den ligger i prefekturen Nomós Florínis och regionen Västra Makedonien, i den norra delen av landet, 300 km nordväst om huvudstaden Aten. Varikó ligger 753 meter över havet och antalet invånare är 638.
Terrängen runt Varikó är lite bergig. Runt Varikó är det glesbefolkat, med 18 invånare per kvadratkilometer. Närmaste större samhälle är Ptolemaida, 15,1 km öster om Varikó. Omgivningarna runt Varikó är en mosaik av jordbruksmark och naturlig växtlighet.